# 도블론

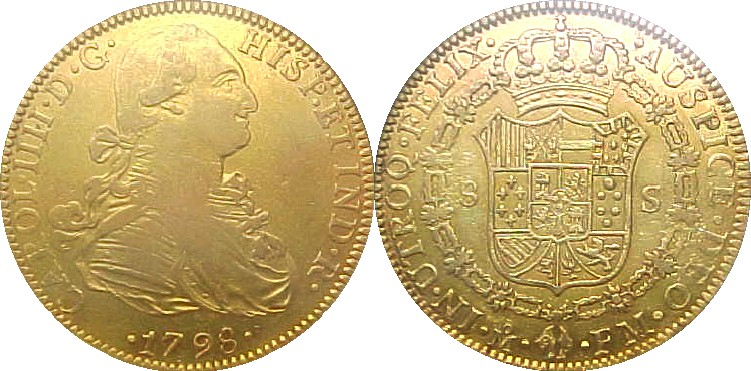
1798년 카를로스 4세 시기 멕시코시티 발행 4도블론 (8에스쿠도) 금화

도블론(스페인어: doblón, 스페인어: doubloon)은 1537년에 발행한 6.867g (0.218트로이 온스) 2에스쿠도 금화 또는 1728년부터 발행한 순도 .92 (금 22캐럿)의 6.766g 금화를 말한다. 스페인 제국뿐만 아니라 누에바에스파냐와 누에바그라나다 부왕령, 페루 부왕령에서도 발행했다.
이름은 스페인어로 '두 배'를 뜻하는 '도블론 (doblón)'으로부터 유래했으며, 최초에 2에스쿠도 금화가 2두카트만큼의 가치를 지녔기 때문 또는 가톨릭 군주 이사벨 1세와 페란도 2세의 모습이 있었기 때문이었다. 스페인 제국령 아메리카에서 1, 2, 4, 8에스쿠도 금화를 발행할 때 2에스쿠도 금화는 '피스톨 (pistole)'이라고 불렸고, 8에스쿠도 금화는 '4배 피스톨 (quadruple pistole)' 또는 '더블 더블룬 (double doubloon)'이라고 불렸고, 이를 영국에서 더블룬이라고 부르며 스페인 제국에서 발행한 모든 2에스쿠도 금화 또는 그보다 더 가치가 높은 금화를 더블룬이라고 부르기 시작했다. 따라서, 4에스쿠도 금화와 8에스쿠도 금화 둘 다 도블론으로 불리게 됐다.
1812년 전쟁 이후 노바스코샤주에서 도블론은 4파운드 스털링만큼의 가치를 지녔고 주로 쓰이는 동전이 됐다. '2 S'라고 적인 도블론은 4미국 달러 금화와 가치가 같았고 그러한 교환비로 교역에서 쓰였다. ½에스쿠도는 1미국 달러 금화와 비슷했고 교역에서는 스페인 달러와 가치가 같았다.
도블론은 스페인 제국에서 19세기 중반까지 쓰였다. 이사벨 2세는 에스쿠도를 십진법 통화인 스페인 레알로 대체했고, 도블론을 8.3771g (0.268트로이 온스) 100레알로 대체했다. 1849년에 80레알 액면의 마지막 도블론이 발행됐다. 누에바에스파냐와 누에바그라나다 부왕령, 페루 부왕령이 독립한 뒤 그곳들에서도 도블론을 발행했다.

## 같이 보기
- 스페인 달러
- 스페인 레알
- 스페인 에스쿠도